# Misselwarden
Misselwarden (niederdeutsch Misselwarrn) ist eine Ortschaft in der Gemeinde Wurster Nordseeküste im niedersächsischen Landkreis Cuxhaven.

## Geografie

### Lage
Misselwarden liegt an der Nordseeküste im Marschland in der Landschaft Land Wursten.

### Nachbarorte
|  | Padingbüttel                                |        |
|  | Kompassrose, die auf Nachbargemeinden zeigt |        |
|  | Wremen                                      | Mulsum |

(Quelle:)

## Geschichte

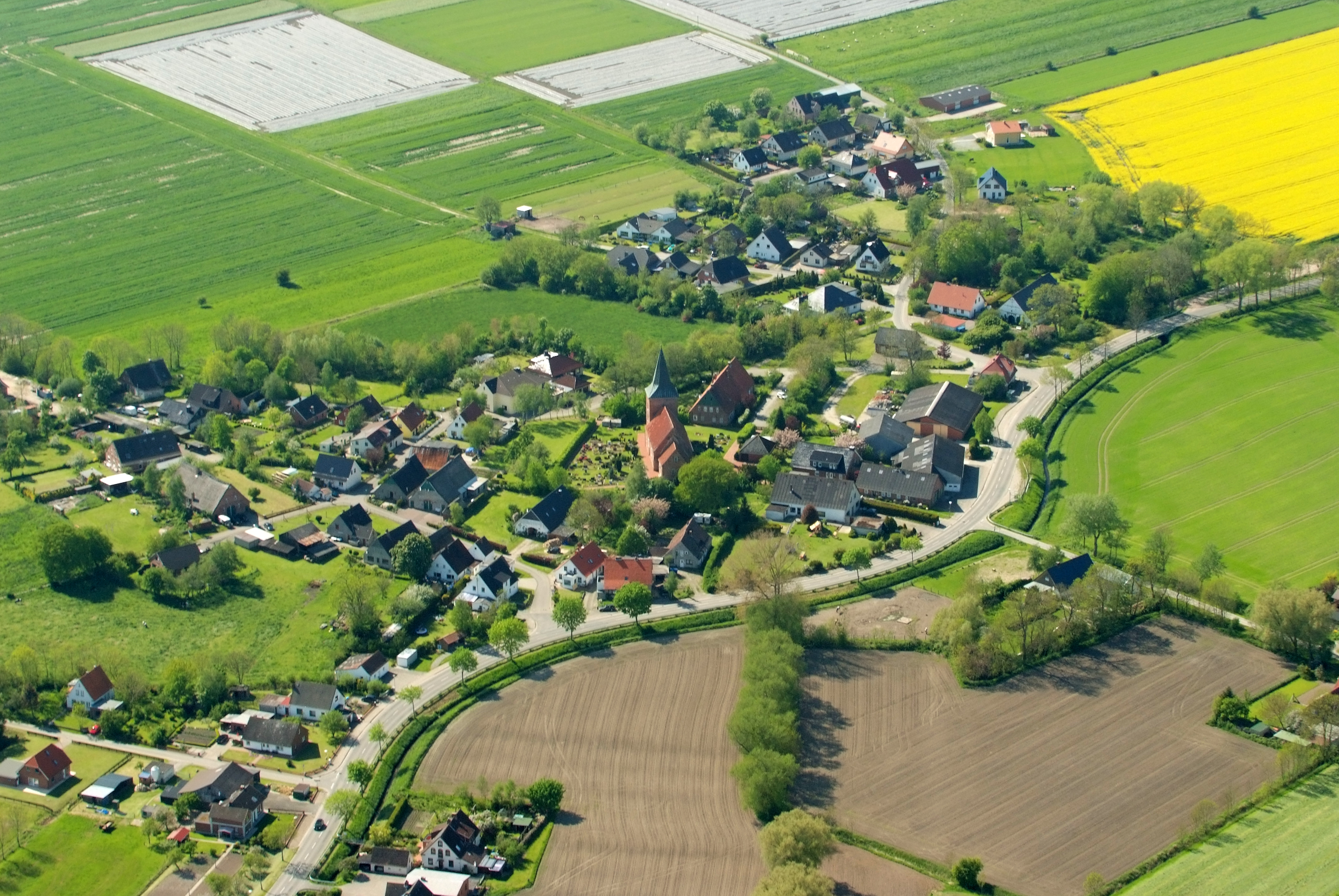
Luftbild von 2012

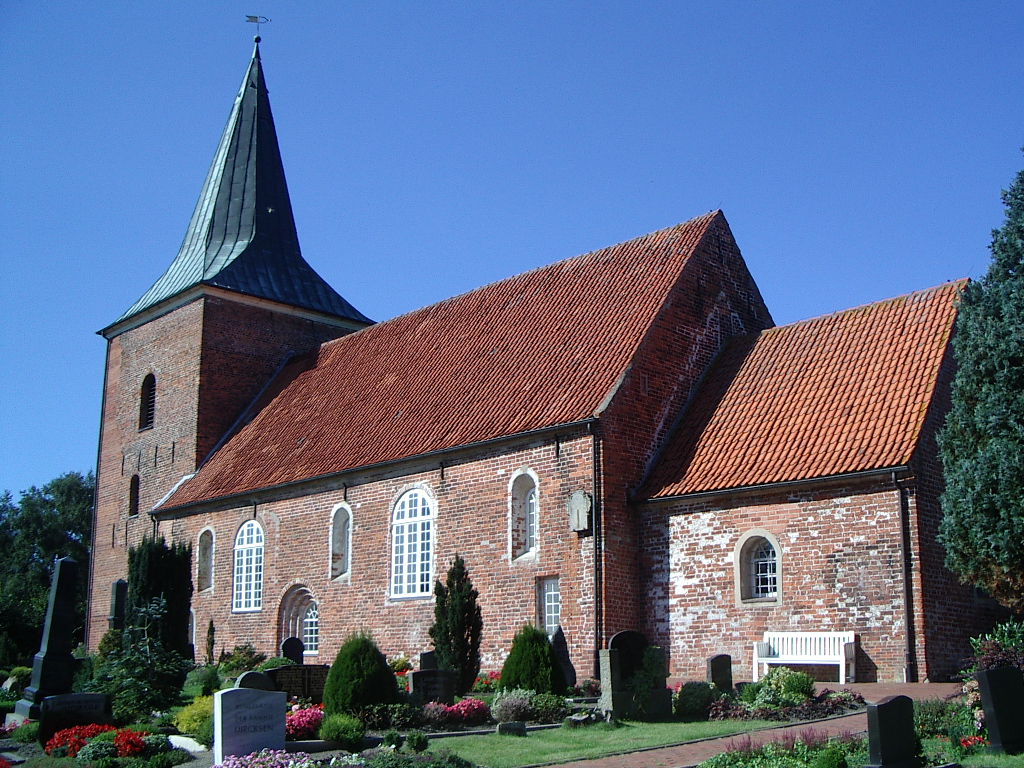
Backsteinkirche in Misselwarden, romanisch und spätgotisch

→ Zur Geschichte der Region vor 1866 siehe: Geschichte von Hadeln und Wursten

→ Zur Geschichte der Region nach 1866 siehe: Geschichte des Landkreises Cuxhaven
Das Gebiet von Misselwarden wurde, wie das ganze Land Wursten, seit dem 8. Jahrhundert von Friesen besiedelt, die es besser als die im Binnenland wohnenden Sachsen verstanden, in flutgefährdeten Küstenmarschen zu überleben.
In einer Aufzeichnung des Erzbischofs Ansgar über Wunderheilungen am Grab Willehads wurde um 860 wurde ein aus zwei Wurten bestehender Ort mit dem Doppelnamen „Midlistan-Fadarwurde“ erwähnt. Fadarwurde wird mit Feddersen Wierde identifiziert. Midlistan passt mit der Reihenfolge der Konsonanten L und S eher zu Milsum (heute Midlum) denn zu Misselwarden.

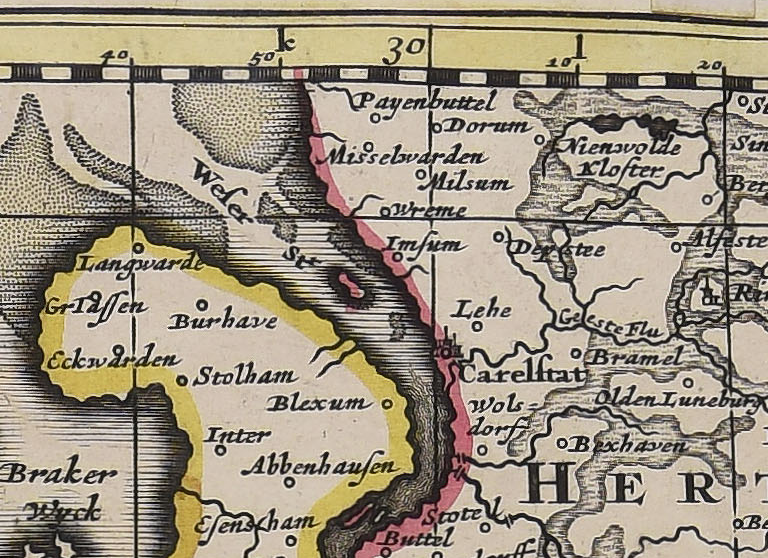
Misselwarden und „Milsum“ in einer Karte des Westfälischen Reichskreises aus dem späten 17. Jh.

Bei Misselwarden wurde 1505 bei der Menheit der Friesen die „Wurster Willkür“ beschlossen, eine Verfassung des Landes Wursten.

### Eingemeindungen
Im Zuge der Gebietsreform in Niedersachsen, die am 1. März 1974 stattfand, schlossen sich die Ortschaften Misselwarden, Cappel, Midlum, Padingbüttel, Dorum, Mulsum und Wremen zur Samtgemeinde Land Wursten zusammen.
Zum 1. Januar 2015 bildeten die Samtgemeinde Land Wursten und die Gemeinde Nordholz die neue Gemeinde Wurster Nordseeküste im Landkreis Cuxhaven.

### Einwohnerentwicklung
| Jahr | Einwohner | Quelle |
| ---- | --------- | ------ |
| 1824 | 00–0 ¹    | [ 5 ]  |
| 1848 | 0602 ²    | [ 6 ]  |
| 1910 | 542       | [ 7 ]  |
| 1925 | 572       | [ 8 ]  |
| 1933 | 579       | [ 8 ]  |
| 1939 | 544       | [ 8 ]  |
| 1950 | 967       | [ 9 ]  |
| 1956 | 722       | [ 9 ]  |
| 1973 | 521       | [ 10 ] |
| 1975 | 0493 ³    | [ 11 ] |

| Jahr | Einwohner | Quelle |
| ---- | --------- | ------ |
| 1980 | 514 ³     | [ 12 ] |
| 1985 | 524 ³     | [ 12 ] |
| 1990 | 524 ³     | [ 12 ] |
| 1995 | 512 ³     | [ 12 ] |
| 2000 | 471 ³     | [ 12 ] |
| 2005 | 482 ³     | [ 12 ] |
| 2010 | 445 ³     | [ 12 ] |
| 2014 | 412 ³     | [ 12 ] |
| 2017 | 4260      | [ 1 ]  |
| 0    | 0         | 0      |

¹ 39 Feuerstellen (inkl. Misselwardener Altendeich, Misselwardener Niederstrich mit Windmühle und Wiedenweg)

² in 107 Häusern (gesamtes Kirchspiel Misselwarden)

³ jeweils zum 31. Dezember
|  |

## Politik

### Gemeinderat und Bürgermeister
Auf kommunaler Ebene wird Misselwarden vom Rat der Gemeinde Wurster Nordseeküste vertreten.

### Ortsvorsteher
Der Ortsvorsteher von Misselwarden ist Werner Blohm. Sein Stellvertreter ist Marc Ruhwedel (SPD).
Die Amtszeit läuft von 2021 bis 2026.

### Wappen
Der Entwurf des Kommunalwappens von Misselwarden stammt von dem Heraldiker und Wappenmaler Albert de Badrihaye, der zahlreiche Wappen im Landkreis Cuxhaven erschaffen hat.
| Wappen von Misselwarden | Blasonierung: „In Blau eine goldene, an einem Balken hängende Glocke mit der Jahreszahl 1459.“                                                      |
| Wappen von Misselwarden | Wappenbegründung: Die im Jahre 1459 gegossene Glocke ist ein Wahrzeichen der Gemeinde, da sie die älteste und größte Glocke des Landes Wursten ist. |

## Kultur und Sehenswürdigkeiten

### Bauwerke
- Die St.-Katharinen-Kirche steht auf einer Kirchenwurt des 13. Jahrhunderts im Ortszentrum. Sie besitzt die 1459 von Ghert Klinghe gegossene Glocke „Gloriosa“, die zum Wappen der Gemeinde Misselwarden wurde. In der Kirche befindet sich ein 1671 von Jürgen Heitmann gefertigter Altar.
- In Misselwarden steht das Alte Pastorenhaus. Es wurde für Veranstaltungen genutzt. Nach einem Brand von 2010 wurde es bis 2012 durch Spendenhilfe wieder aufgebaut.
- Hofanlage Misselwardener Niederstrich 8 von 1824 mit Kruppscheune von um 1830
- Wohn- und Wirtschaftsgebäude An der Kreisstraße 27 von um 1700 mit Torbogen von 1727

Die St.-Katharinen-Kirche und deren Wandmalereien
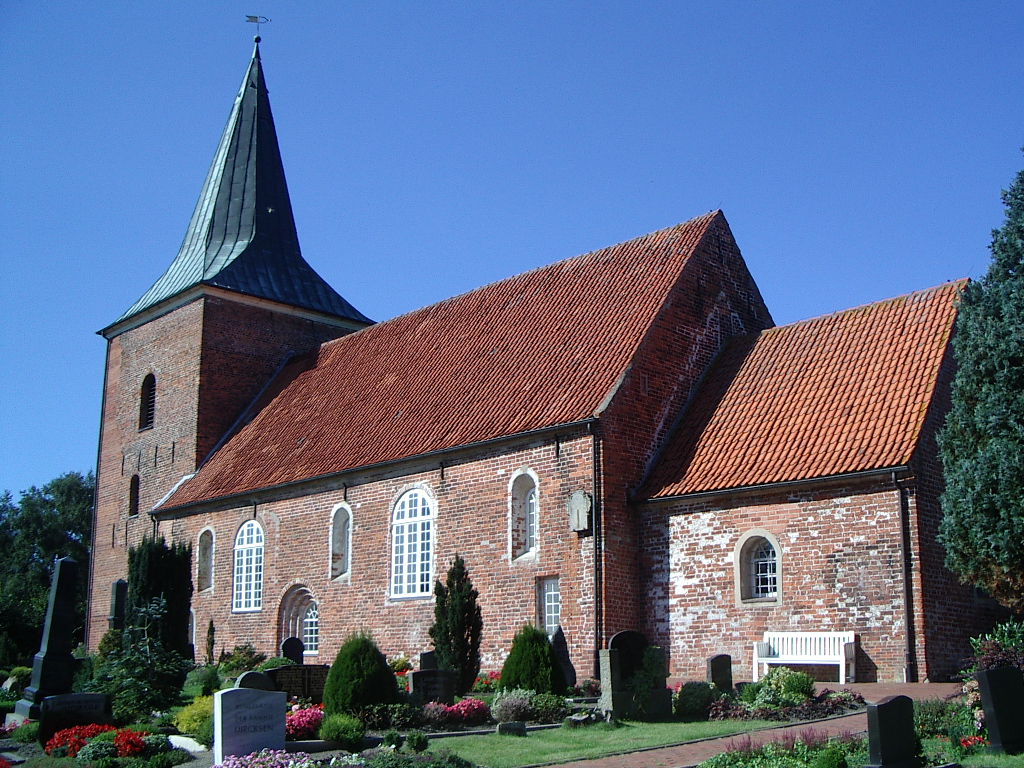
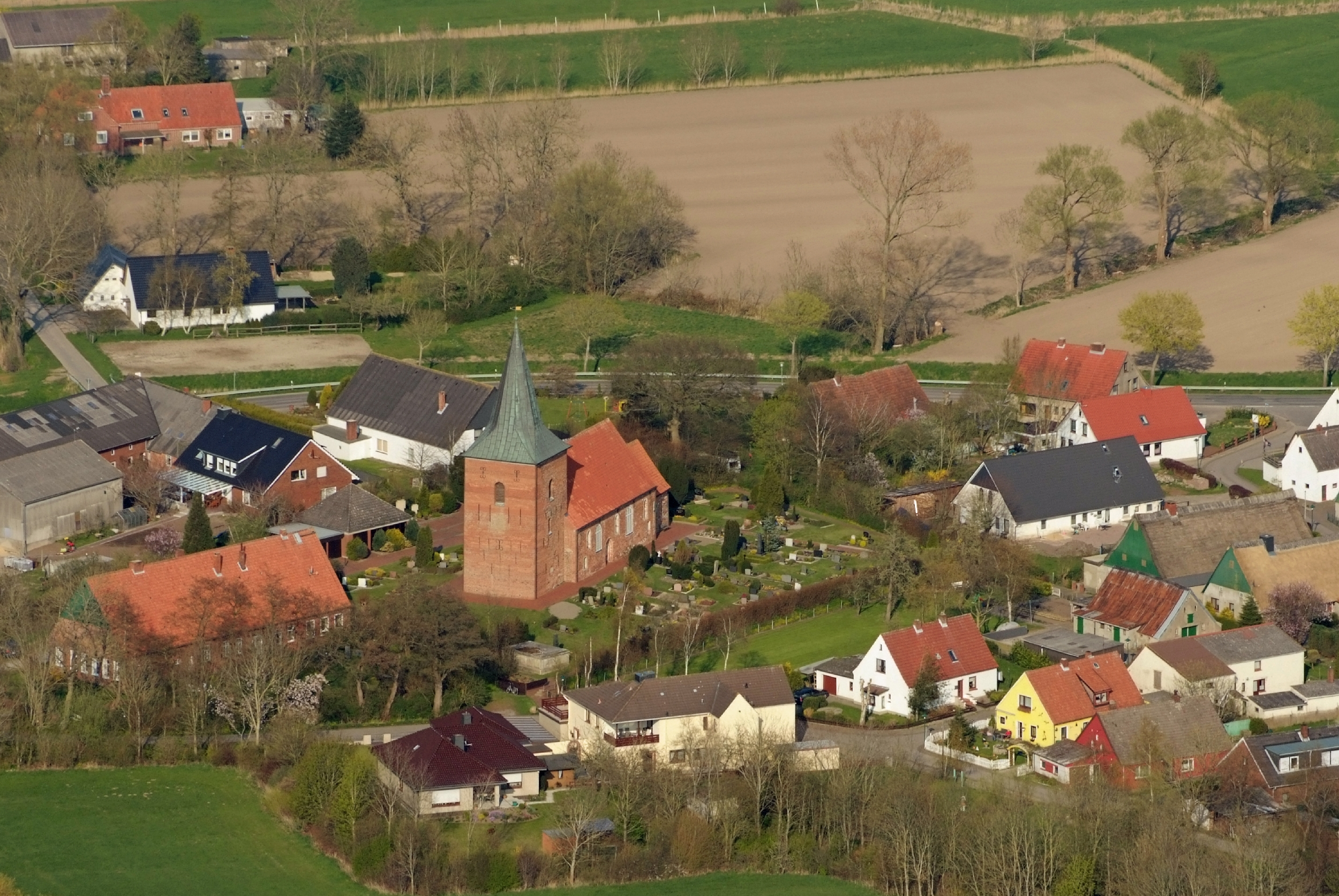
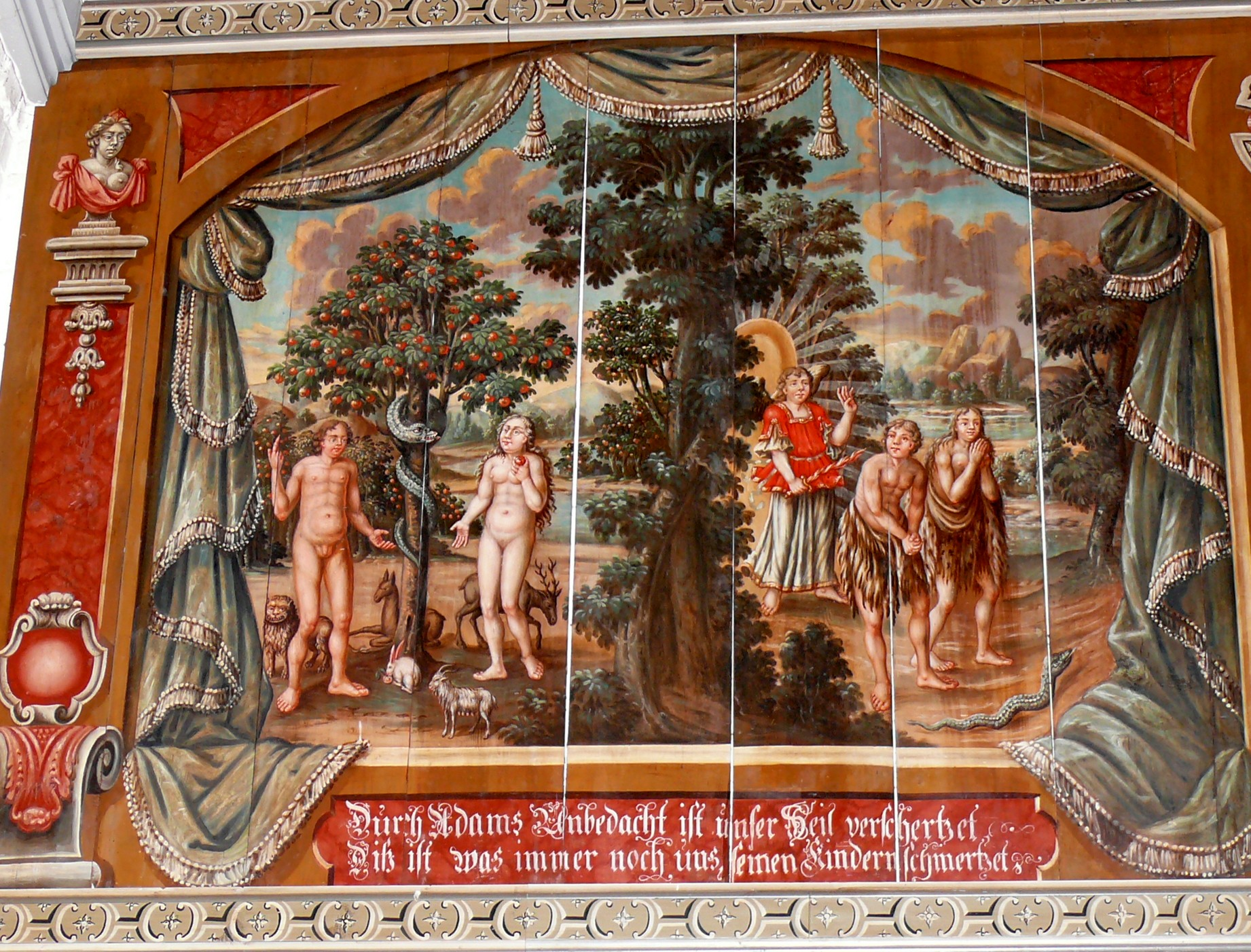
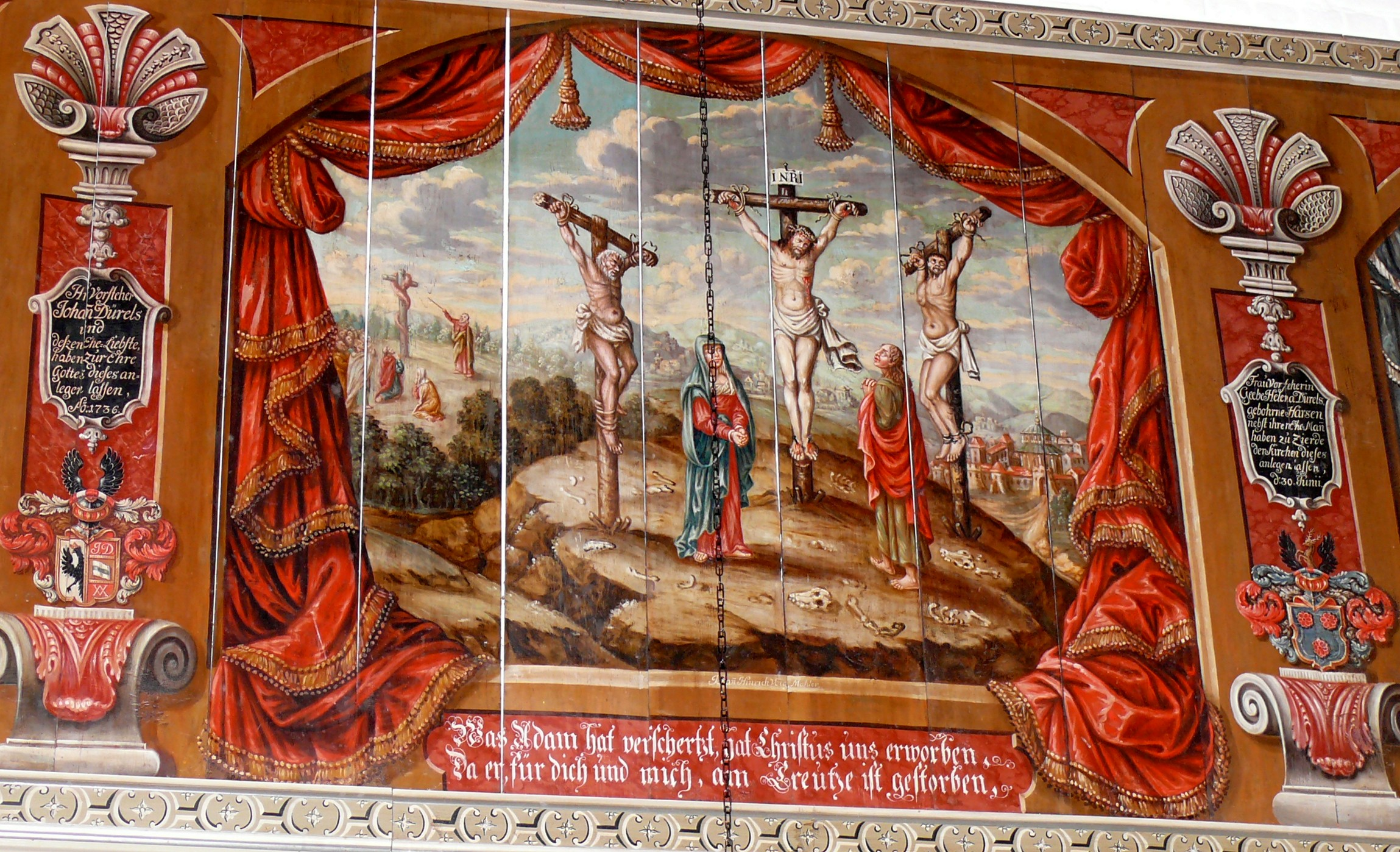
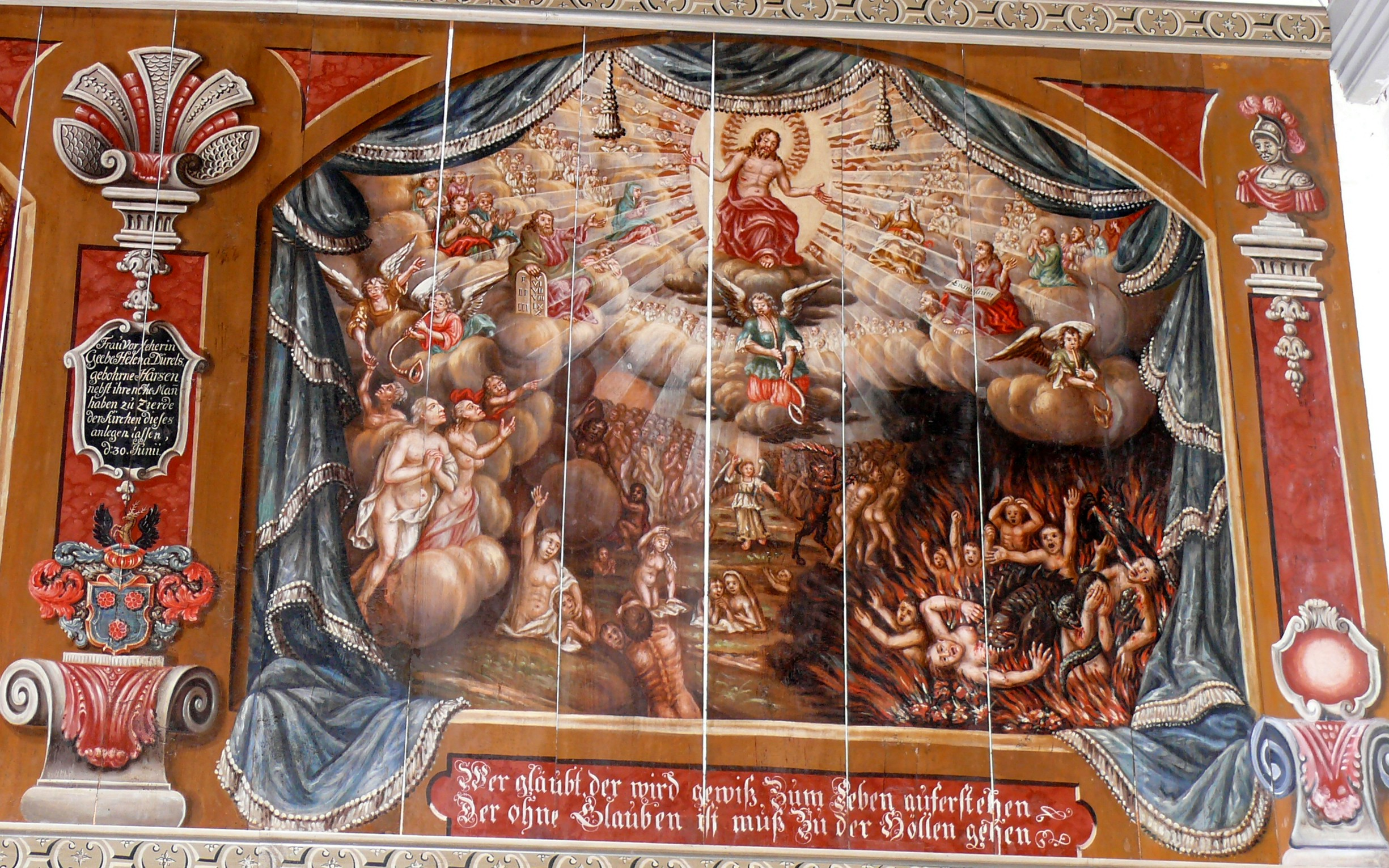

### Vereine und Verbände
- Bürger für die Erhaltung des Alten Pastorenhauses in Misselwarden
- Jagdgenossenschaft Misselwarden
- Schützenverein Misselwarden
- Sozialverband Misselwarden
- Theatergruppe Misselwarden

## Persönlichkeiten

### Söhne und Töchter des Ortes
- Gustav von der Osten (1866–1923), Historiker, Lehrer, Gymnasialdirektor und Heimatforscher
- Dorothea von der Osten (1896–1985), Fotografin

### Persönlichkeiten, die mit dem Ort in Verbindung stehen
- Ghert Klinghe (um 1400–nach 1474), Erzgießer, er schuf 1459 die Glocke „Gloriosa“ der örtlichen St.-Katharinen-Kirche
- Annelies Schwarz (* 1938), Pädagogin, freischaffende Malerin und Schriftstellerin, lebt in Misselwarden

## Sagen und Legenden
- Der Hund von Harmsbüttel[14]
- Der Misselwardener Glockenguss[15][16]
- Der Ochsenhandel[17]
- Der Spuk im Speicher[18]
- Die kleinen Kleigräber bei Misselwarden[19]
- Getreu bis in den Tod[20]
- Johann Dürels Wohlstand[21]
- Wollf von der Wollfsburg[22]